# Stazione di Susegana
La stazione di Susegana è una fermata ferroviaria della linea Venezia - Udine, ubicata nell'omonimo comune presso la frazione di Ponte della Priula.
Posta su una linea gestita da Rete Ferroviaria Italiana, è situata a pochi metri dal fiume Piave, sede del ponte che collega Destra e Sinistra Piave.

## Storia
In precedenza stazione, l'impianto era anche capolinea della linea ferroviaria secondaria Montebelluna – Susegana, soppressa nel 1966.

## Strutture e impianti
Il piazzale è composto dai due binari di corsa.

## Movimento
La stazione è servita da treni regionali svolti da Trenitalia nell'ambito del contratto di servizio stipulato con le Regioni interessate.

## Interscambi
Dal 1913 sul piazzale antistante la stazione osservava capolinea la tranvia Susegana-Pieve di Soligo, concessa alla Società Veneta e soppressa formalmente nel 1931. Gravemente danneggiata durante la prima guerra mondiale, la stessa venne provvisoriamente trasformata in ferrovia militare e prolungata fino a Revine Lago.